# Curzon Ashton F.C.
Curzon Ashton FC là một câu lạc bộ bóng đá có trụ sở tại Ashton-under-Lyne, Đại Manchester, Anh. Được thành lập vào năm 1963 với biệt danh "the Nash", đội bóng hiện thi đấu tại National League North và có sân nhà ở Tameside Stadium từ năm 2005.

## Danh hiệu
- Northern Premier League Division One North:

Nhà vô địch mùa giải 2013–14

## Thành tích
- Thành tích tốt nhất tại Doodson Sport Cup: Chung kết mùa giải 2012–13
- Thành tích tốt nhất tại FA Cup: Vòng hai các mùa giải 2008–09, 2016–17[3][4]
- Thành tích tốt nhất tại FA Trophy: Vòng ba mùa giải 2021-22
- Thành tích tốt nhất tại FA Vase: Bán kết các mùa giải 1979–80, 2006–07
- Cầu thủ ghi nhiều bàn nhất: Rod Lawton, 376 bàn